# Deutsche Gesellschaft für Sexualforschung
Die Deutsche Gesellschaft für Sexualforschung (DGfS) ist eine deutsche Fachgesellschaft für Sexualwissenschaft mit Wirkungsstätte am Universitätsklinikum Hamburg-Eppendorf. Der Verein ist Mitglied der Arbeitsgemeinschaft der Wissenschaftlichen Medizinischen Fachgesellschaften.

## Geschichte
Auf Betreiben des Sexualwissenschaftlers Hans Giese wurde sie im Jahr 1950 mit dem Ziel gegründet, sexualwissenschaftliche Forschung, Lehre und Praxis zu fördern. Erster Vorsitzender war Hans Bürger-Prinz, ehemaliges Mitglied der NSDAP und der SA und in der Zeit des Nationalsozialismus
„Erbgesundheitsobergutachter“ am Erbgesundheitsgericht. Dort entschied er über die Zwangssterilisation von Personen, die als erbkrank eingestuft waren, und setzte sich dafür ein, dass „Erbkranke“ aus der Gesellschaft ausgesondert wurden.
Als interdisziplinäre Institution beherbergt sie Vertreter einer Reihe unterschiedlicher Fächer: Medizin, Psychologie, Psychoanalyse, Pädagogik, Soziologie, Jura, Geschichte, Kulturwissenschaft und andere.

## Wissenschaftliches und gesellschaftspolitisches Engagement
Durch zahlreiche Forschungsberichte, Gutachten und öffentliche Stellungnahmen hat die DGfS in der Vergangenheit immer wieder die Gesetzgebung und höchstrichterliche Entscheidungen beeinflusst. Besonders gilt dies für die Reformen des Sexualstrafrechts sowie für das Transsexuellengesetz, das unter wesentlichem Einfluss des damaligen Vorsitzenden Volkmar Sigusch entstanden ist. Publikationen von Mitgliedern der DGfS berühren so unterschiedliche Themenbereiche wie die Theorie der Sexualität, die Geschichte der Sexualwissenschaft, klinische Forschung, Frauen- und Geschlechterforschung, sozialwissenschaftliche Forschung und sexualforensische Forschung.

## Fort- und Weiterbildung
Ein zentrales Anliegen des Vereins ist es, die Behandlung von Patienten mit sexuellen Störungen und Konflikten zu verbessern. Hierzu wurden zwei Curricula entwickelt, auf deren Grundlage in verschiedenen Städten Fortbildungen durchgeführt werden. Die DGfS bemüht sich zudem intensiv um die Durchsetzung einer qualifizierten sexualwissenschaftlichen Fort- und Weiterbildung für Psychologen und Ärzte.

## Publikationsorgane
Der Verein verfügt über zwei Publikationsorgane:
- Die Monographienreihe Beiträge zur Sexualforschung erscheint seit 1952 und wird derzeit von Martin Dannecker, Hertha Richter-Appelt und Andreas Hill herausgegeben.[3] Bis Juli 2015 wurden 100 Bände der Beiträge herausgegeben, die ersten 70 Bände bis 1999 im Enke-Verlag. Seit dem Jahr 2000 werden die Beiträge im Psychosozial-Verlag publiziert.[4]

- Die interdisziplinäre Zeitschrift für Sexualforschung (ZfS) erscheint viermal jährlich im Thieme-Verlag.[5] Herausgegeben wird sie von Peer Briken, Timo O. Nieder, Nicola Döring, Jürgen Hoyer, Silja Matthiesen und Hertha Richter-Appelt.

Darüber hinaus werden Stellungnahmen an politische Institutionen und Gerichte sowie Erklärungen und Eingaben veröffentlicht. Darunter nehmen die sexualpolitischen Stellungnahmen einen besonderen Platz ein, mit denen die Fachgesellschaft beispielsweise 2004 zur Einführung einer nachträglich angeordneten Sicherungsverwahrung, 2009 zur Reform des Transsexuellengesetzes oder 2011 zur EU-Kinderpornographie-Richtlinie Stellung bezog.

## Erste Vorsitzende
| Hans Bürger-Prinz                 | 1950–1954 |
| Carl Max Hasselmann               | 1954–1958 |
| Werner Villinger                  | 1958–1962 |
| Franz Günther Ritter von Stockert | 1962–1966 |
| Wilhelm Hallermann                | 1966–1969 |
| Hans Giese                        | 1969–1970 |
| Elisabeth Müller-Luckmann         | 1970–1975 |
| Gunter Schmidt                    | 1975–1978 |
| Volkmar Sigusch                   | 1978–1982 |
| Eberhard Schorsch                 | 1982–1985 |
| Martin Dannecker                  | 1985–1991 |
| Margret Hauch                     | 1991–1994 |
| Gunter Schmidt                    | 1994–1997 |
| Volkmar Sigusch                   | 1997–2000 |
| Hertha Richter-Appelt             | 2000–2003 |
| Wolfgang Berner                   | 2003–2007 |
| Ulrike Brandenburg                | 2007–2010 |
| Peer Briken                       | 2010–2016 |
| Martin Dannecker                  | 2016–2019 |
| Katinka Schweizer                 | seit 2019 |

## Internationale Vernetzung
- Die DGfS ist ebenso Mitglied der European Federation of Sexology (EFS),[10] wie auch die Partnerorganisation Österreichische Gesellschaft für Sexualwissenschaften (ÖGS, ehemals Österreichische Gesellschaft für Sozialforschung).
- Einzelne Mitglieder der DGfS sind in einer Reihe weiterer Internationaler Fachgesellschaften vernetzt, wie z. B.
  - in der International Academy of Sex Research (IASR),
  - in der World Professional Association for Transgender Health (WPATH, ehemals Harry Benjamin International Gender Dysphoria Association, HBIGDA)
  - sowie in der European Professional Association for Transgender Health (EPATH).